# 달리는 라디오 (경북주말)
박용수, 유은정의 주말 달리는 라디오는 TBN 경북교통방송(포항 FM 103.5MHz, 영덕, 울진 FM 103.7MHz)에서 주말 저녁 6시부터 7시 53분까지 방송되는 경북 동해안 지역의 퇴근길 라디오 프로그램이다.

## 코너소개

### 주말 공통 코너
- 1부, 3부)여기서 잠깐! 오늘의 교통신호등은요? - CCTV를 통해 가청권지역의 실시간 교통상황과 시민들의 교통법규 준수를 신호등으로 정의해 본다!
- 3부) 탑!골!가!요! : 그 시절 추억과 시대와 사연과 노래 한곡!

### 토요일 코너
- 1부)피!!할 수 없다면 즐겨라! : 혈액형 별 상황 대처법
- 2부)욱이 이모의 참견시점 : 욱이 이모가 본 "세상 만사"
- 4부)알씀생생! : 알아두면 쓸모있는 생생정보!

### 일요일 코너
- 1부)키워드로 보는 지난한주 "이슈!이슈!이슈!"
- 2부)동시상영관, 영화대영화 : 다른 영화, 같은 주제!!
- 4부)알씀생생 : 김유성 노무사와 함께하는 알아두면 쓸모있는 생생 정보^^